# Kyryło Kowalczuk
Kyryło Serhijowycz Kowalczuk, ukr. Кирило Сергійович Ковальчук (ur. 6 marca 1985 w Bielajewce, w obwodzie odeskim, Ukraińska SRR) – ukraiński piłkarz, grający na pozycji pomocnika. Posiadał obywatelstwo mołdawskie. Brat Sergheia Covalciuka.

## Kariera piłkarska

### Kariera klubowa
Wychowanek klubu Dnipro Dniepropetrowsk, w drugiej drużynie której rozpoczął karierę piłkarską. Od 2006 bronił barw klubu Zimbru Kiszyniów. Na początku 2008 został wypożyczony do Tawrii Symferopol. W 2009 podpisał kontrakt z rosyjskim Tom Tomsk. 9 sierpnia 2011 został wypożyczony do Czornomorca Odessa. 8 lutego 2012 podpisał 3,5-letni kontrakt z Czornomorcem Odessa. Na początku stycznia 2015 opuścił odeski klub, a 29 stycznia 2015 podpisał kontrakt z Metalistem Charków. 22 stycznia 2016 przeszedł do tureckiego Karşıyaka SK. 17 czerwca 2016 powrócił do Tomi Tomsk. 21 lutego 2017 przeniósł się do kazachskiego Ordabasy Szymkent.

### Kariera reprezentacyjna
3 września 2014 debiutował w narodowej reprezentacji Ukrainy w wygranym 1:0 meczu z Mołdawią.

## Sukcesy i odznaczenia

### Sukcesy klubowe
- wicemistrz Mołdawii: 2007
- zdobywca Pucharu Mołdawii: 2007

### Sukcesy indywidualne
- najlepszy piłkarz Zimbru: 2008